# Nya Elementarläroverket för flickor
Nya Elementarläroverket för flickor är en skolbyggnad i tre våningar vid Engelbrektsgatan 1/ Viktoriagatan 28-30, i stadsdelen Vasastaden i Göteborg. Byggnaden ligger i kvarteret 14 Linden och uppfördes år 1889 i nyrenässansstil. Byggnaden är sedan den 7 februari 1990 byggnadsminne.
Skolan grundades år 1867 och flyttade in i den nya byggnaden år 1889, vilken uppförts efter ritningar av Adrian C. Petersson. Fasaden består av rött tegel med putsdekor och band av ljusare tegel. År 1946 kommunaliserades stiftelsen och fick namnet "Göteborgs nya elementarläroverk".
Den var en kommunal flickskola fram till 1966/1967, då den lades ner. 
Därefter flyttade Göteborgs skolmuseum in i lokalerna, och fanns kvar där fram till januari 1993, då samlingarna överfördes till Ostindiska huset. Skolan fick därefter namnet Engelbrektsskolan och senare Tyska skolan. Skolans namn är numera Victoriaskolan.

## Byggnaden
Byggnaden är uppförd i tegel i tre våningar och präglas av nyrenässansens symmetriska stilideal. 
Framsidans fasad karakteriseras av kraftigt framspringande sidorisaliter och en mindre artikulerad mittrisalit med port. Baksidans fasad mot Gustavsgatan har en bred framspringande mittrisalit motsvarande framsidans indragna fasadparti mellan sidorisaliterna. Tegelfasaderna artikuleras ytterligare av vertikala förkroppningar av risaliternas fasader och mellan fönsteraxlarna på övriga fasader. Dessa avslutas upptill som pilastrar eller lisener, med kapitäl eller kapitälliknande förkroppningar av taklistens nedre del. De senare utförda i gulfärgad puts eller mera troligt som prefabricerade fasadornament i cement.
Fasaderna kännetecknas av den av olika kulörer dekorerade tegelarkitekturen, som rådde vid tiden för bygget. Denna visar sig som horisontella band av tegel i avvikande kulör mot tegelröd bakgrund – samtliga av förbländertegel. Sockeln är klädd med svart eller grönglaserat tegel, bottenvåningen har band av grå sten och övervåningarna är bandade med tegel i gulbrun kulör. Gördelgesimser i gulbrunt tegel skiljer våningarna åt. Fasaden avslutas uppåt av gulfärgade kapitäl eller kapitälliknande förkroppningar av listverket. På detta står konsoler på rad, som bär en kraftigt framspringande takfot. Mittrisaliten övergår ovan takfoten i en trappstegsformad attika där en valvbåge i mitten inramar ett cirkelrunt fält med en urtavla, undertill dekorerad med en festong.
I bottenvåningen har mittrisalitens övre del utformats som en triumfbåge i gulfärgad puts eller cementornament, vars valvbåge omfattar portens tredelade överljus. Porten i rödbrun kulör är en pardörr med glasad överdel och två bredvid varandra stående speglar nedtill i varje dörrblad. Fönsteröppningarna avslutas upptill med stickvalv i bottenvåningen och första våningen, andra våningen har raka valv – så kallade ryssvalv. Fönstren är av T-postmodell med bågar i rödbrun kulör. Mot söder finns en tillbyggnad från 1926, dennas fasadliv är indragen i förhållande till övriga fasaden, men är i övrigt uppförd med samma utseende som den övriga byggnaden.

## Målningar av Carl Larsson

Carl Larsson i färd med målning av trapphallen, omkring 1890.
Foto: Aron Jonason.

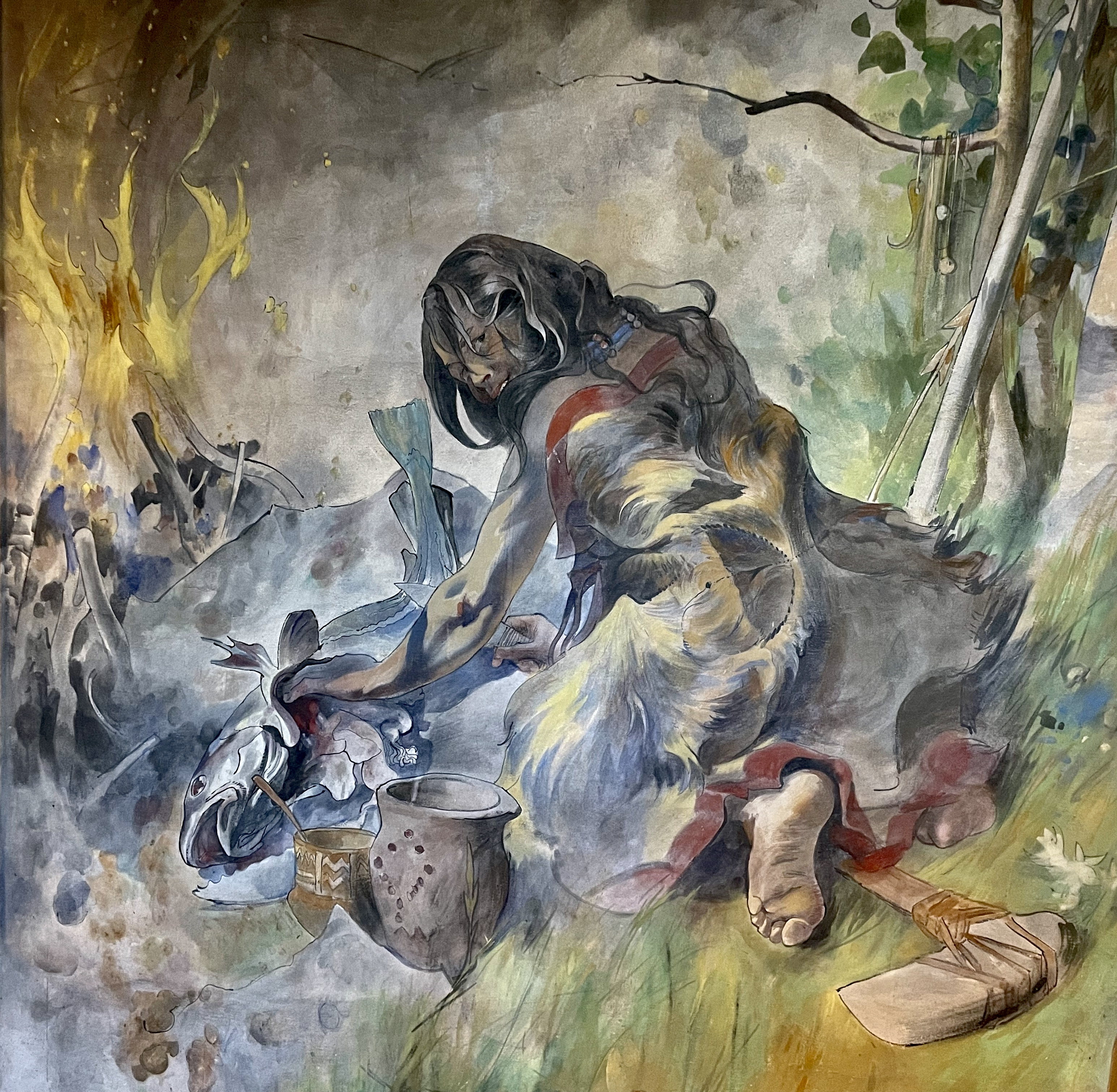
Tjefka, av Carl Larsson är en väggmålning från 1890 utförd i ett av trapphusen på Nya Elementarläroverket för flickor.

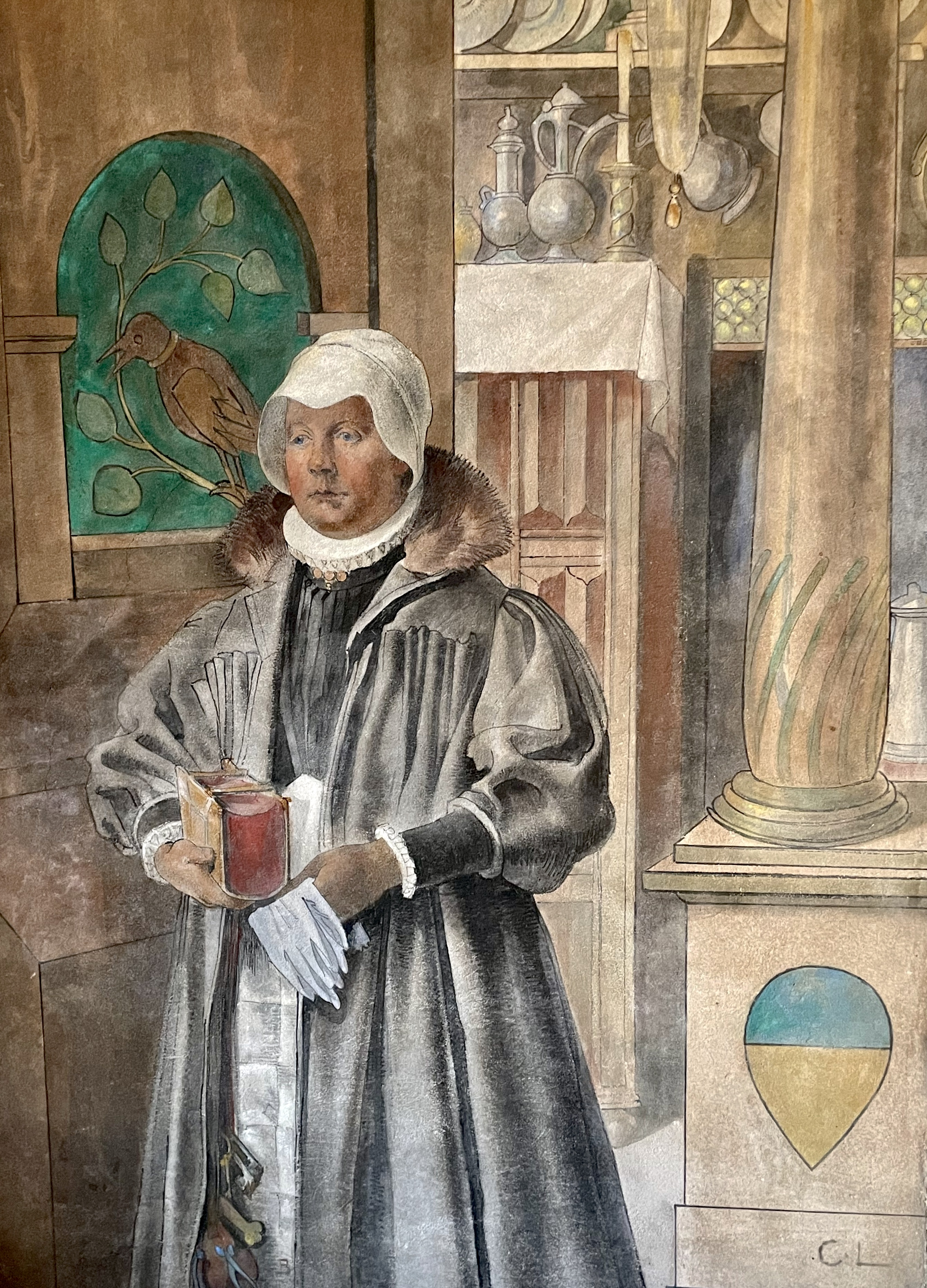
Den heliga Birgitta, är en väggmålning från 1890 utförd av Carl Larsson i ett av trapphusen på nuvarande Victoriaskolan.

Trapphuset är unikt, då det är utsmyckat med målningar utförda av Carl Larsson och bekostade av Pontus Fürstenberg. Målningarna skildrar "Den svenska kvinnan genom seklen". En av lärarinnorna vid skolan, Hedda Key, syster till Ellen Key, frågade Pontus Fürstenberg om den nybyggda skolan kunde få en liten tavla. Pontus och Göthilda Fürstenberg besökte tillsammans med Carl Larsson skolan. Paret Fürstenberg ansåg: "nå, gör henne en liten målning över den första dörren; mer är detta fasliga hus icke värt". Carl Larsson gjorde en annan bedömning och utförde i hemlighet skisser till målningarna. Fürstenberg överraskades när  målarmästaren Erik Wagner kom med Larssons skisser och nio gesäller och han gav Larsson tillåtelse att utföra målningarna, vilket skedde under hösten och vintern 1890–1891.
Målningarna föreställer kvinnan "från stenålder till nutid" och i entré finns Idun, Heliga Birgitta och Fredrika Bremer omgivna av texten "FLIT, LYDNAD, GODHET, SANNING, FROMHET". Därefter kommer stenålderskvinnan Tjeftka, vikingakvinnan Gerdr med barn och drottning Ingegerds tärna Sissalill. Gustav Vasas tid representeras av borgarfrun Kerstin och Apollonia Larsdotter. Målningarnas färgskala har dittills varit mörk, men därefter ljusnar den. Samtiden representeras av göteborgsflickorna Göthilda Magnus, Clara Wallerius, Greta Runnerström, Ellen Schultz och Sigrid Westerberg. Kung Oscar II och drottning Sophia omges av den tidens nyheter kugghjul, glödlampor och telefonledning. På översta våningen skildrar målningarna tiden för Göteborgs grundläggning med Gustav II Adolf, kvinnan Amrika och tre rokokodamer.
Carl Larsson var inte nöjd med målningarna och betraktade dem som ett hastverk. Professor Karl-Gustav Hedén ansåg dock att det är "den främsta konstnärliga skildring av den svenska kvinnan över huvud taget".